# كاس (مدينة)
كاس بلدة تقع في ولاية جنوب دارفور على ارتفاع 1,082 متر (3,550) قدم فوق سطح البحر وتبعد عن الخرطوم عاصمة البلاد بحوالي 1311,5 كيلومتر (8149.283 ميل) وعن مدينة نيالا حاضرة الولاية 82.13 كيلومتر (51.03 ميل).

## الموقع
تقع كاس بين خط العرض 12.4575° (أو 12° 27' 27") شمالا وخط الطول 24.012° (أو 24° 0' 43") شرقا)، ويحدها من جهة الشمال جبل مرة ومدينة زالنجي ومن الشرق نيالا وجنوباً عد الفرسان ومن الناحية الغربية وادي صالح.

## الطوبغرافيا
تشير الكشوفات الجيولوجية إلى توفر الصخور المتحولة البركانية والأحواض الرسوبية العميقة في كاس (والتي غالباً ما تحتوي على كميات من النفط والثروات الطبيعية)، كما تكثر الكثبان الرملية فيها، وتشمل أراضيها على عدة أنواع للتربة منها التربة الرملية والتربة الطينية والتربة المختلطة بالطين والرمال والتي ساعدت على نمو غطاء نباتي في كاس يتكون من أشجار السنط وأعشاب السافانا الغنية .

## النشاط الاقتصادي
تتميز مدينة كاس بنشاط اقتصادي وتجاري مضطرد، باعتبارها معبراً تجارياً وثقافياً، ويتنوع هذا النشاط من الإنتاج الزراعي وتربية الحيوان إلى الصناعات التقليدية والحرفية كصناعة الأحذية والحقائب والجلود بمختلف أنواعها والصناعات الغذائية كالجبن ومنتجات الألبان الأخرى غيرها.
وتشكل الزراعة أهم قطاعات النشاط الاقتصادي وتشمل محاصيل الذرة الرفيعة والدخن والفاصولياء والسمسم والبطيخ في الموسم المطير كما يتم انتاج الخضروات والحمضيات خلال فصل الشتاء، حيث تقع حقولها بالقرب من الأودية والمناطق الجبلية والسهول ذات التربة الرملية والطينية.
وتبلغ الثروة الحيوانية داخل كاس خاصة عند قبائل الرزيقات وبني هلبة حوالي 154،500 رأس (مكتب بيطري الولاية ، 2008).

## السكان
يبلغ عدد سكانها حوالي 103،556 نسمة (تعداد السودان، 2010) ولذلك تم تصنيفها متروبوليتيا على أنها مدينة صغيرة وفقًا لعدد السكان. ها وتعيش فيها قبائل عديدة من بينها الرزيقات والهبانية والتعايشة، والبرقد والمعاليا والبني هلبة والفور وغيرها من قبائل دارفور .

## الإدارة المحلية واحياء المدينة
كاس محلية من محليات السودان التابعة  لولاية جنوب دارفور وتتكون من الإحياء السكنية التالية:
- كاس كبير شمال
- كاس كبير جنوب
- مرقوم
- السلام

معسكرات النازحين:
- عبدالجبار (أ) و (ب)
- طور
- الجنوبية
- البيطري (أ) و (ب)
- الثانوية بنات
- المواشي

## المواصلات والنقل
ترتبط البلدة بعدة طرق برية غير ممهدة بالمناطق المجاورة لها. ولا يوجد فيها مطار، وأقرب مطار دولي قريب منها هو مطار نيالا، ورمزه في أياتا هو (UYL) وفي منظمة إيكاو (HSNN)

## المناخ
تتميز مدينة كاس بمناخ السهوب شبه الإستوائي (تصنيفه: BSh). ويتسم بالحرارة والجفاف خلال معظم أشهر العام حيث تبلغ درجة الحرارة السنوية 29.82 درجة مئوية (85.68 درجة فهرنهايت) خلال فصل الشتاء (نوفمبر/ تشرين الثاني– يناير/ كانون الثاني )، وهي أقل بنسبة -0.22٪ من متوسط درجات الحرارة في السودان. وتبلغ تساقطات الأمطار في كاس حوالي 63.03 مليمتر (2.48 بوصة) ولديها 81.04 يومًا ممطرًا
| متوسط حالة الطقس في كاس                      | متوسط حالة الطقس في كاس | متوسط حالة الطقس في كاس | متوسط حالة الطقس في كاس | متوسط حالة الطقس في كاس | متوسط حالة الطقس في كاس | متوسط حالة الطقس في كاس | متوسط حالة الطقس في كاس | متوسط حالة الطقس في كاس | متوسط حالة الطقس في كاس | متوسط حالة الطقس في كاس | متوسط حالة الطقس في كاس | متوسط حالة الطقس في كاس | متوسط حالة الطقس في كاس | متوسط حالة الطقس في كاس |
| درجة الحرارة                                 | درجة الحرارة            | درجة الحرارة            | درجة الحرارة            | درجة الحرارة            | درجة الحرارة            | درجة الحرارة            | درجة الحرارة            | درجة الحرارة            | درجة الحرارة            | درجة الحرارة            | درجة الحرارة            | درجة الحرارة            | درجة الحرارة            | درجة الحرارة            |
| الشهر                                        | يناير                   | فبراير                  | مارس                    | ابريل                   | مايو                    | يونيو                   | يوليو                   | اغسطس                   | سبتمبر                  | أكتوبر                  | نوفمبر                  | ديسمبر                  |                         | المتوسط                 |
| -------------------------------------------- | ----------------------- | ----------------------- | ----------------------- | ----------------------- | ----------------------- | ----------------------- | ----------------------- | ----------------------- | ----------------------- | ----------------------- | ----------------------- | ----------------------- | ----------------------- | ----------------------- |
| الدرجة القصوى (بـ م°)                        | 31.9                    | 35.34                   | 37.65                   | 39.41                   | 39.76                   | 37.49                   | 33.96                   | 32.34                   | 34.21                   | 34.32                   | 35,54                   | 31.56                   |                         | 35.32                   |
| الصغرى;(بـ م°)                               | 16.91                   | 19.57                   | 22.06                   | 24.06                   | 26.23                   | 27.73                   | 25.43                   | 23.95                   | 24.69                   | 25.43                   | 21.97                   | 18.08                   |                         | 23.01                   |
| هطول الأمطار                                 |                         |                         |                         |                         |                         |                         |                         |                         |                         |                         |                         |                         |                         |                         |
| الشهر                                        | يناير                   | فبراير                  | مارس                    | ابريل                   | مايو                    | يونيو                   | يوليو                   | اغسطس                   | سبتمبر                  | أكتوبر                  | نوفمبر                  | ديسمبر                  |                         | السنوي                  |
| متوسط هطول الأمطار (بـ مم)                   | 0.0                     | 0.11                    | 0.12                    | 0.9                     | 1.12                    | 6.22                    | 10.44                   | 6.15                    | 2.62                    | 2.62                    | 0.01                    | 0                       |                         | 2.48                    |
| المصدر: The Communication Initiative Network |                         |                         |                         |                         |                         |                         |                         |                         |                         |                         |                         |                         |                         |                         |